# Brandon Stokley
(en) Statistiques sur pro-football-reference
Brandon Stokley (né le 23 juin 1976 à Blacksburg) est un joueur américain de football américain.

## Enfance
Stockley étudie à la Comeaux High School de Lafayette où il joue au football américain, basket-ball et baseball. Il est le seul joueur de dernière année de son équipe mais remporte de nombreux prix et honneurs. Il excelle dans chacun des sports qu'il pratique, étant un des meilleurs athlètes de l'État.

## Carrière

### Université
En 1994, il entre à l'université de Louisiane-Lafayette. Il joue avec l'équipe de football américain des Ragin' Cajuns.

### Professionnel
Brandon Stokley est sélectionné au quatrième tour du draft de la NFL de 1999 par les Ravens de Baltimore au 105e choix. Lors de ses deux premières saison en NFL, il joue très peu, apparaissant rarement sur la pelouse. Néanmoins, il commence à gagner du temps de jeu à partir de la saison 2001 et participe au Super Bowl XXXV durant lequel il marque un touchdown de trente-huit yards. Après la saison 2002, il n'est pas renouvelé.
En 2003, il signe avec les Colts d'Indianapolis où il doit se contenter d'un poste de remplaçant. Le 26 décembre 2004, il reçoit une passe pour touchdown de vingt-et-un yards de Peyton Manning, permettant à Manning de battre le record de passe pour touchdown en une saison de quarante-huit yards de Dan Marino. En 2004, il reçoit soixante-huit ballons pour 1077 yards et dix touchdowns. Indianapolis devient la première équipe de la NFL à avoir parcouru mille yards avec trois receveurs et dix passes pour touchdowns et plus. Après cette saison, il est victime de plusieurs blessures, notamment lors de la saison 2006 où il n'apparaît que lors de quatre matchs dans une saison où les Colts remportent le Super Bowl XLI. Son contrat se termine le 1er mars 2007 et il n'est pas renouvelé.
Le 14 mars 2007, il signe avec les Broncos de Denver. Il est désigné receveur titulaire et joue neuf matchs comme titulaire. Le 7 décembre 2007, il signe une prolongation de contrat de trois ans. En 2008, il commence à moins jouer et retrouve un poste de remplaçant. Le 27 décembre 2009, contre les Eagles de Philadelphie, il est exclu du match pour avoir donné une claque involontairement à un arbitre, après avoir fait un geste de contestation, réclamant une pénalité pour une interférence de passe. Le 4 septembre 2010, il est libéré par les Broncos à cause d'une nouvelle blessure.
Le 28 septembre 2010, il signe avec les Seahawks de Seattle. Là aussi, il n'arrive pas à s'imposer et entre au cours de onze matchs. Lors des matchs des play-offs, contre les Saints de La Nouvelle-Orléans et les Bears de Chicago, il est celui qui reçoit le plus de passes de chacun des deux matchs. Après la fin du lock-out 2011, il est libéré. Sur le marché des agents libres, il se dit intéressé par une offre des Redskins de Washington de le recruter mais il ne signe aucun contrat avec cette équipe. Le 15 septembre 2011, il décide de signer avec les Giants de New York avant d'être libéré le 4 octobre après s'être blessé.

## Palmarès
- Super Bowl XXXV
- Super Bowl XLI